# Elisabet av Brandenburg
Elisabet av Brandenburg, född 1510, död 1558, var en tysk regent, hertiginna av Braunschweig-Calenberg-Göttingen som gift med hertig Erik I av Braunschweig-Calenberg-Göttingen, och regent som förmyndare för sin son Erik II av Braunschweig-Calenberg-Göttingen mellan 1540 och 1545.
Hon var dotter till Joakim I av Brandenburg och Elisabet av Danmark (1485–1555), gifte sig 1525 med Erik I av Braunschweig-Calenberg-Göttingen. Hon lät år 1528 åtala sin makes mätress Anna von Rumschottel för häxeri. Hon konverterade till den lutherska tron 1538. När hennes son blev regerande hertig 1540, blev hon hans förmyndare och regent. Som regent införde hon reformationen i Braunschweig-Calenberg-Göttingen, vilket var ett viktigt steg i nordvästra Tysklands övergång till protestantismen. 